# ブロディ
ブロディ（ウクライナ語：Броди ブロードィ；ポーランド語：Brody ブロードィ；ロシア語：Броды ブロードィ）は、ウクライナのリヴィウ州ゾーロチウ地区の市であり、ブロディ・フロマーダおよび旧ブロディ地区の行政中心地。ハルィチナーとヴォルィーニの中間に位置する。有名なユダヤ人都市（シュテットル）の1つ。2004年の人口は、2万3239人。

## 歴史
キエフ大公国時代の1084年に建設された。その後、大公国は内部抗争で崩壊し、ブロディも侵略したモンゴル帝国のバトゥによって1241年に破壊されたと伝えられる。1441年からポーランド王国の貴族に支配されるようになった。そのため西欧の文化的政治的影響を強く受けるようになり、1584年にはマクデブルク法が施行され、都市となった。
1648年にはボフダン・フメリニツキーによりウクライナ領に復帰されたが、その後の講和条約によりポーランドへ返還された。ポーランド分割により、1772年にはハプスブルク君主国領となった。
1804年にはオーストリア帝国領となり、19世紀にはユダヤ人のシュテットルとして貿易等で栄え、Broder singer が有名だった。しかし、1881年に始まったポグロムによってロシアからのユダヤ人難民がオーストリア領のブロディの町に毎日数千人規模で殺到し、町は混乱状態に陥った。1882年には五月法が発布され、ユダヤ人への締め付けが酷くなった。
第一次世界大戦中の1915年からは、一時ロシア帝国の軍隊に占拠された。1918年までオーストリア・ハンガリー帝国領となっていた。その後、ポーランド・ウクライナ戦争、ポーランド・ソビエト戦争を経て、1920年までロシア共和国の赤軍により占領された。リガ条約によりポーランドの領有が認められた。 
第二次世界大戦以前は、住民のほとんどがユダヤ人であった。
1941年6月に戦車戦で有名なブロディの戦い、7月1日にナチス・ドイツ軍が町を占領。8月にはウクライナ人住民によるユダヤ人へのポグロムが開始された。1944年7月14日にブロディ包囲戦で第14SS武装擲弾兵師団「ハルィチナー」により占拠された。ナチス・ドイツに破壊された結果、現在シナゴーグは廃墟のままになっている。
戦後、西ウクライナはウクライナ・ソビエト社会主義共和国に編入され、ブロディもウクライナの都市となる。1991年にはウクライナがソ連から独立し、ブロディは独立ウクライナの都市となる。ソ連時代に建設された「友好」石油パイプラインが通じており、鉄道ターミナルの分岐点がある。ウクライナ独立後の2001年、オデッサとの間でオデッサ・ブロディ原油パイプラインが開通した。

## 建物など
- 石造シナゴーグ
  - (戦前の写真)
  - (ドイツ語、廃墟の写真)
- ヨーゼフ・ロート・ギムナジウム

## 歴史
(ポーランド語・ウクライナ語の読める方、歴史を解説したページなど発見した方、どうぞ翻訳・加筆してください。)
- 14世紀 - 文献に初めて現れる。
- 1584年 - 貴族のスタニスワフ・ジュウキェフスキによって「ルビェシュフ Lubieszów」と命名される。都市に昇格。
- 1633年 - スタニスワフ・コニェツポルスキが、タタールの侵入に備えて都市を強化。
- 1704年 - ソビェスキ家とヘトマンのポトツキ家（Potocki）の領地に入る。
- 1772年 - ポーランド分割によってオーストリア帝国のガリツィアに編入。
- 1920年-1939年 - ポーランドのタルノポル県（Województwo tarnopolskie）に属し、タルノポル（テルノーピリ）、ブジェジャヌィ、ブチャチ、チョルトクフ、ズウォチュフも同じ県に属していた。
- 1939年9月 - ソ連軍が占領。
- 1941年6月 - ドイツ軍が占領。
- 第二次世界大戦後、ウクライナ領に編入。

## 関連人物
出身者、居住者；
- ヨーゼフ・ロート - 作家。
- アドルフ・バラー Adolph Baller - ピアニスト。
- ハンス・ケルゼン - 父親の出身地。
- ナフマン・クロホマル(クロッホマル) Nachman Krochmal - 哲学者。
- ハイェス Chajes
- バアル・シェム・トーブ (イスラエル・ベン・エリエゼル)
- ナータン・ビルンバウム

その他JewishEncyclopediaより；
- Baruch Werber
- Loeb haLevi Brody
- Jacob Levin
- Abraham Krochmal